# 新歌舞伎十八番
新歌舞伎十八番（しん かぶきじゅうはちばん）は、七代目市川團十郎と九代目市川團十郎が撰した成田屋・市川宗家のお家芸。

## 解説
歌舞伎十八番を撰した七代目團十郎は、さらに自分の当たり役を網羅した新歌舞伎十八番を撰じようとしていたが、その志半ばで死去したため、五男の九代目團十郎が跡を継ぎ明治20 (1887) 年頃に完成させた。
九代目は、父・七代目が銘打った「新歌舞伎十八番」という名称は維持したが、その演目数は18に収まりきらず、結局「十八番」を数字の「じゅうはちばん」ではなく、むしろ得意芸の「おはこ」の意味に解釈して、32ないし40を撰じた。その中には九代目自身が提唱していた活歴物も多く含まれており、現代ではほとんど上演されない演目も多い。

## 新歌舞伎十八番

### 三十二演目
- 虎の巻（とらのまき）
- 蓮生物語（れんしょう ものがたり）
- 地震加藤（じしん かとう）
- 真田張抜筒（さなだの はりぬき づつ）
- 腰越状（こしごえじょう）
- 敷皮問答（しきがわ もんどう）
- 酒井の太鼓（さかいの たいこ）
- 吉備大臣（きび だいじん）
- 重盛諫言（しげもり かんげん）
- 荏柄問答（えがら もんどう）
- 釣狐（つりぎつね）
- 仲光（なかみつ）
- 高時（たかとき）
- 船弁慶（ふなべんけい）
- 山伏摂待（やまぶし せったい）
- 静法楽舞（しずか ほうらくまい）
- 伊勢三郎（いせの さぶろう）
- 紅葉狩（もみじがり）
- 凧の為朝（たこの ためとも）
- 文覚勧進帳（もんがく かんじんちょう）
- 左小刀（ひだり こがたな）
- 高野物狂（こうや ものぐるい）
- 仲国（なかくに）
- 素襖落（すおう おとし）
- 女楠（おんな くすのき）
- 鏡獅子（かがみじし）
- 新七ツ面（しん ななつめん）
- 二人袴（ににん ばかま）
- 向井将監（むかい しょうげん）
- 吹取妻（ふきとり づま）
- 時平の七笑（しへいの ななわらい）
- 大森彦七（おおもり ひこしち）

### 四十演目
上記32演目に以下の8演目を加えたもの。
- 雨の鉢の木（あめの はちのき）
- 片桐別れ（かたぎり わかれ）
- 大石城受取（おおいし しろうけとり）
- 義貞太刀流し（よしさだ たちながし）
- 白髪の実盛（しらがの さねもり）
- 敷浪（しきなみ）
- 油坊主（あぶらぼうず）
- 中山問答（なかやま もんどう）